# Männer der Berge
Männer der Berge ist eine Schlager-Rock-Band aus Südtirol. Sie stand beim Label Rookies & Kings unter Vertrag.

## Bandgeschichte
Sänger Andy Jaiter spielte selbst seit seinem 9. Lebensjahr vor allem sogenannte Oberkrainer Musik, also slawisch-volkstümliche Musik im Stile von Slavko Avsenik, öffnete sich aber zum Schlager. Männer der Berge wurde schließlich  2014 in Südtirol gegründet. Sie mischen Volksmusik, Schlager und Rock und nennen ihren Stil selbst Schlag’n’Roll.
Die Band wurde 2015 von Rookies & Kings unter Vertrag genommen und veröffentlichte am 4. September 2015 ihr Debütalbum Durch tausend Feuer über das Label. Die Band trat im Vorprogramm von Frei.Wild sowie auf dem Alpen Flair 2014 bis 2016 auf. Andy Jaiter beteiligte sich auch am Benefiz-Projekt Wilde Flamme.
Anschließend wechselte die Band zur Plattenfirma Hera, wo am 26. Januar 2018 ihr zweites Album Heimatatem – Schlag'n Roll aus Südtirol erschien.

## Diskografie
Alben
- 2015: Durch tausend Feuer (Rookies & Kings)
- 2018: Heimatatem – Schlag'n Roll aus Südtirol (Hera Music & Media)

Singles
- 2015: Schau das Licht (Rookies & Kings)